# Brasher Falls, New York
Brasher Falls, New York (енгл. Brasher Falls) насељено је место без административног статуса у америчкој савезној држави Њујорк.

## Демографија
По попису из 2010. године број становника је 669.
| Група             | 2000.    | 2010.       |
| Белци             | 0 (0,0%) | 636 (95,1%) |
| Афроамериканци    | 0 (0,0%) | 1 (0,1%)    |
| Азијати           | 0 (0,0%) | 2 (0,3%)    |
| Хиспаноамериканци | 0 (0,0%) | 12 (1,8%)   |
| Укупно            | 0        | 669         |